# Condado de Dare
O condado de Dare é um condado localizado no estado da Carolina do Norte. A sua população é de 29 967 habitantes (segundo o censo de 2000). A sede do condado é Manteo, que é também a sua maior cidade.

## Lei e governo
O Condado de Dare é membro do conselho regional de governos Albemarle Commission.

## Geografia
De acordo com o censo americano, o condado tem uma área de 4044 km², sendo 75.44% de água.O Condado de Dare inclui a metade norte de Outer Banks.

## Demografia
Segundo o censo de 2000, havia 29 967 pessoas residentes, com uma densidade demográfica de 30/km². A divisão social era de 94.75% brancos, 2.66% negros, 0.28% ameríndios, 0.37% asiáticos, 0.04% imigrantes do Pacífico, 0.90% de outras raças, e 1.00% de duas ou mais raças. 2.22% da população era de latinos.

## Cidades
- Kill Devil Hills
- Kitty Hawk
- Manteo
- Nags Head
- Southern Shores
- Wanchese
- Duck

## Comunidades não incorporadas
- Manns Harbor
- Hatteras
- Buxton
- Avon
- Rodanthe
- Salvo
- Waves

## Faróis
O Condado de Dare é o lar de dois famosos faróis: o Farol do Cabo Hatteras e o Farol Bodie Island.